# Museo Descubre
El Museo Descubre (nombre oficial: Descubre. Centro Interactivo de Ciencia y Tecnología) es un museo interactivo, con una arquitectura con estilo espiral, de Ciencia y tecnología ubicado en el Estado de Aguascalientes, el cual se enfoca en las nuevas tecnologías de la Información, la cultura emprendedora y la innovación. El museo se ha consolidado como un espacio interactivo, lúdico y creativo que busca la integración de los mexicanos, en especial de niños y jóvenes. El museo cuenta con cuatro salas: Travesía Cósmica, energías renovables , Sala Nissan, Sala de robótica, una Ludoteca, Planetario y Casa de la tierra; asimismo cuenta con dos jardines: Jardín de la ciencia, Jardín Botánico. El museo cuenta con una de las tres pantallas más sofisticadas de México, siendo esta de formato IMAX 4D.

También Cuenta con la única sala 4DX del Estado de Aguascalientes.

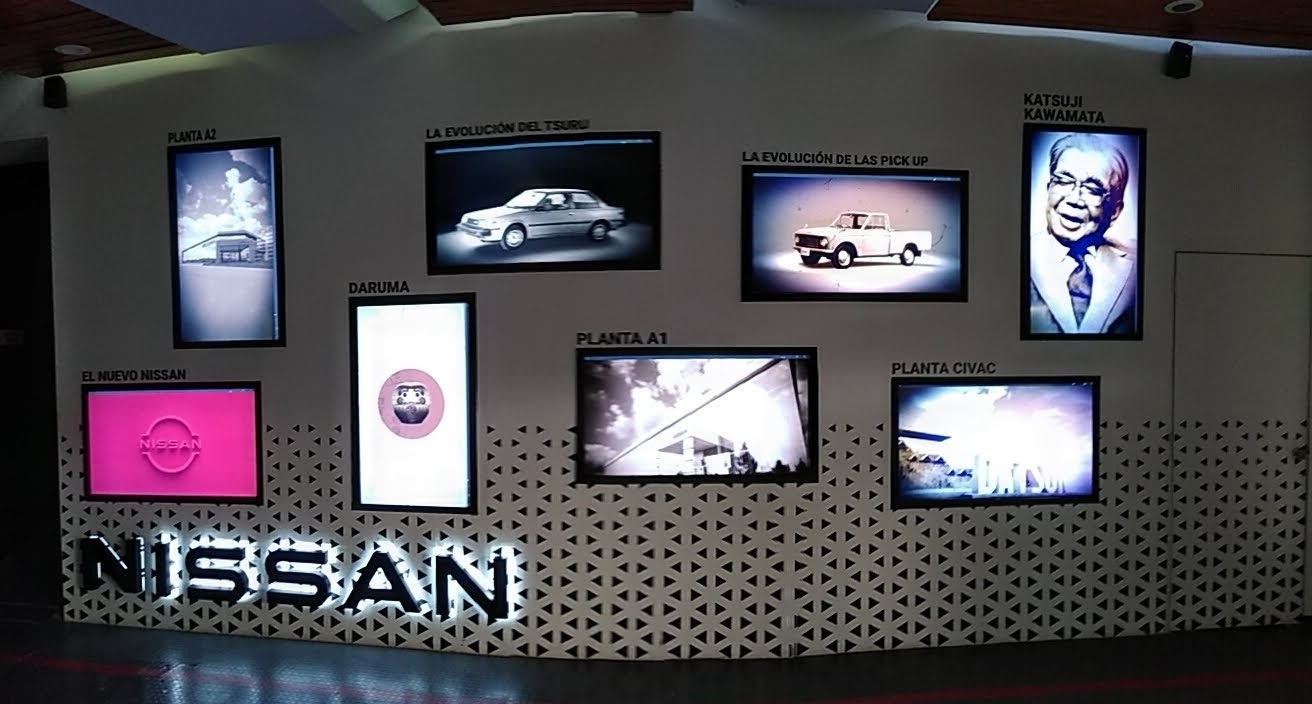
Sala Nissan
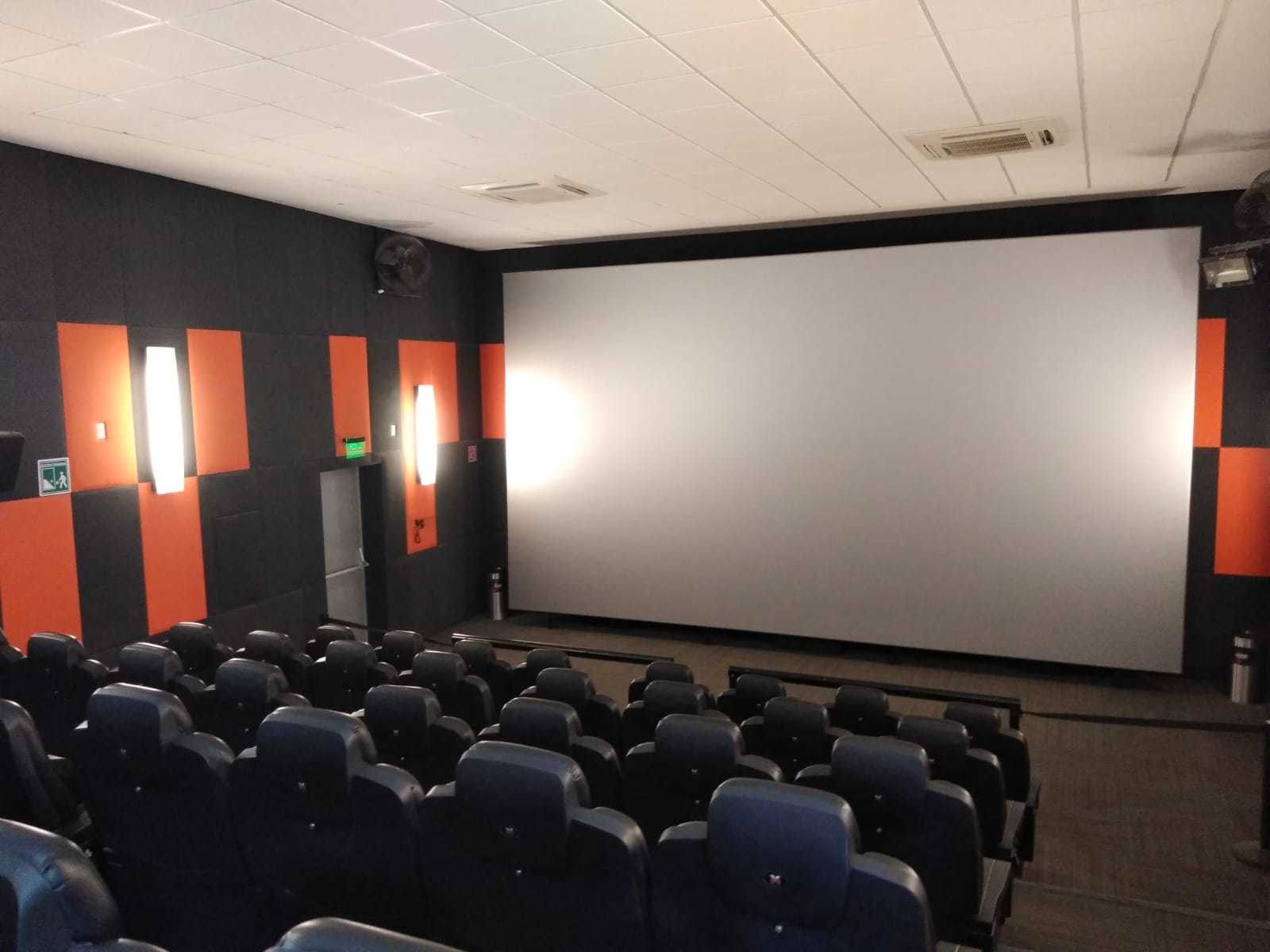
Sala 4dx
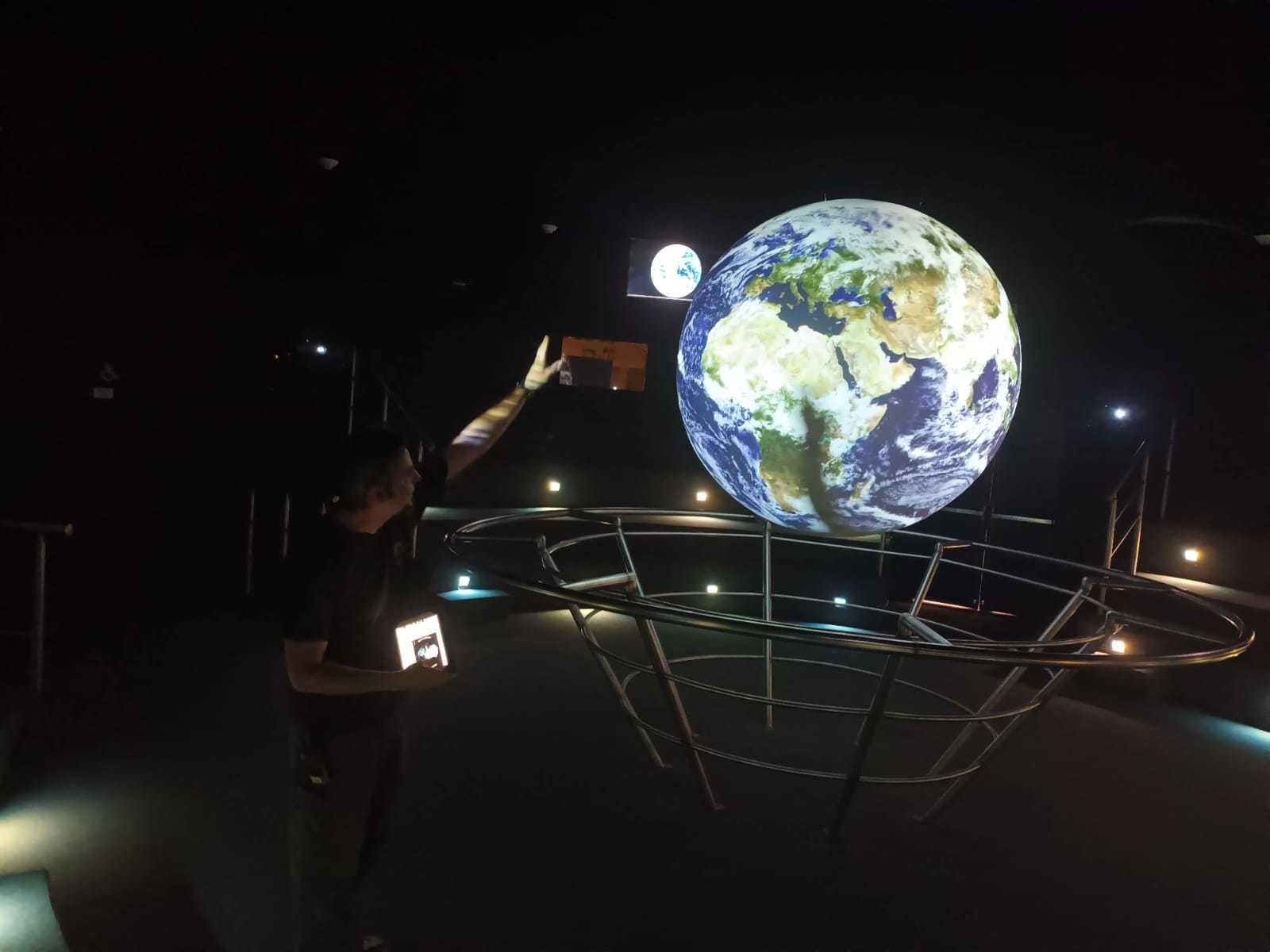
Casa de la Tierra
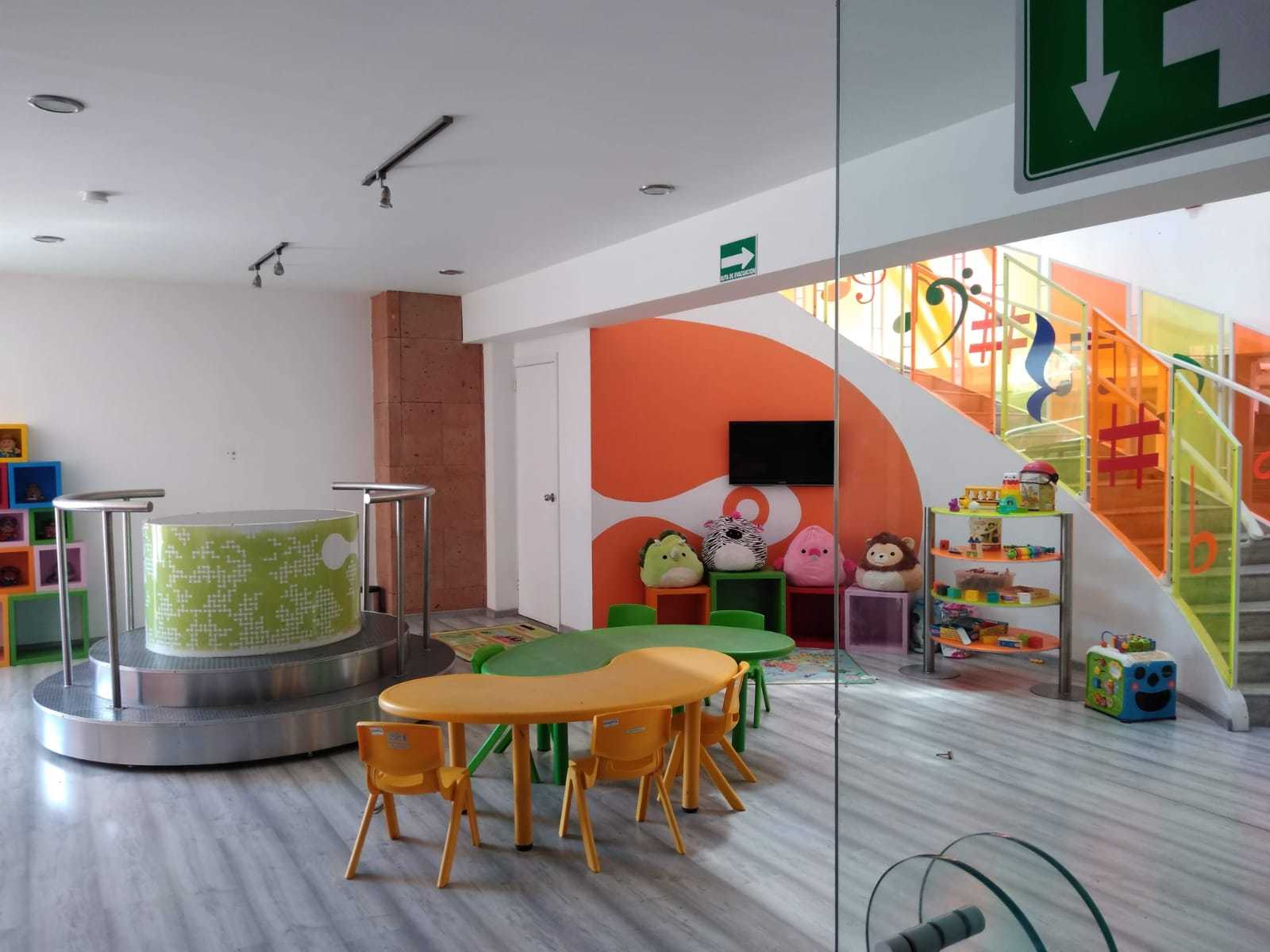
Ludoteca
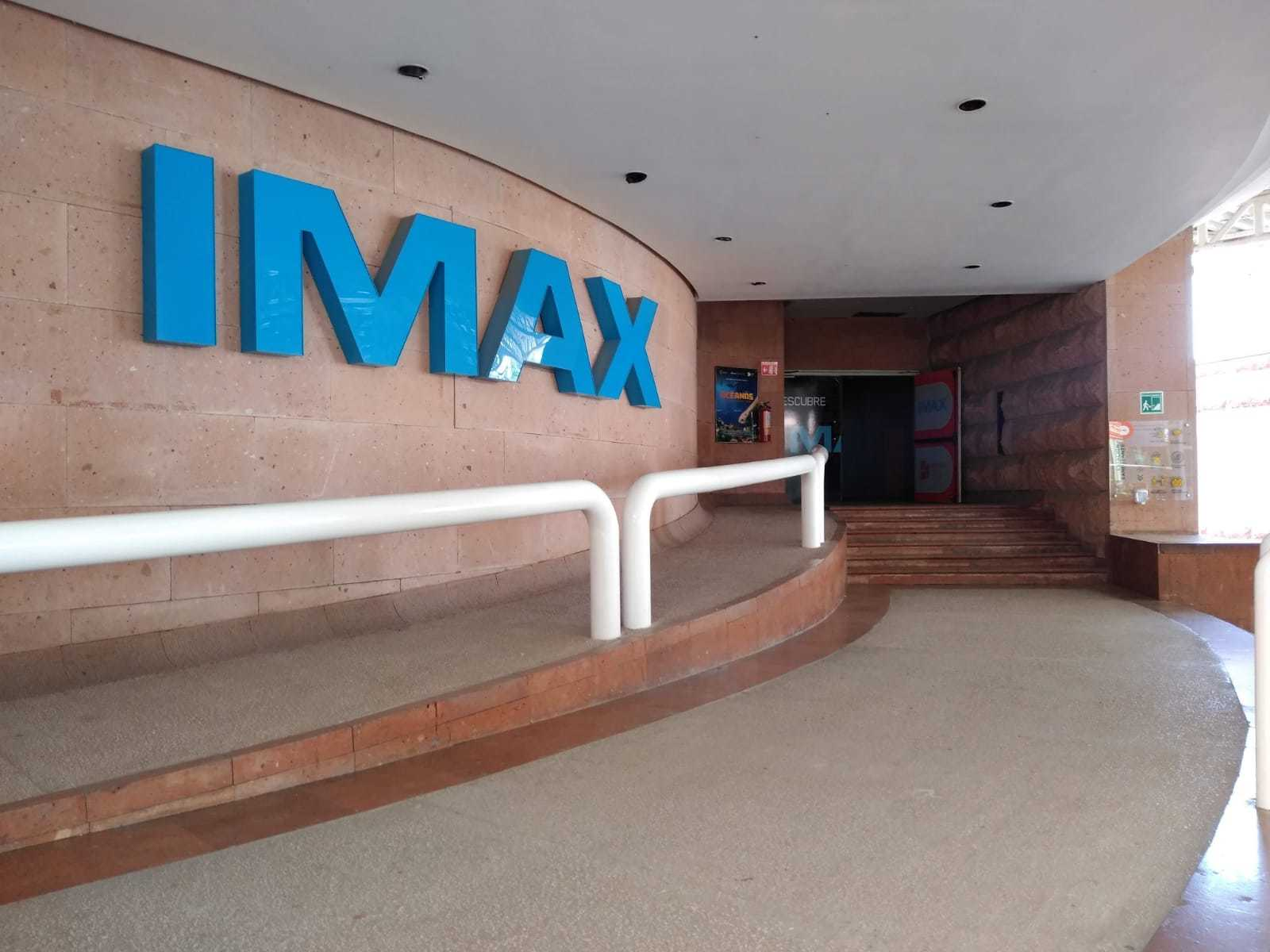
IMAX
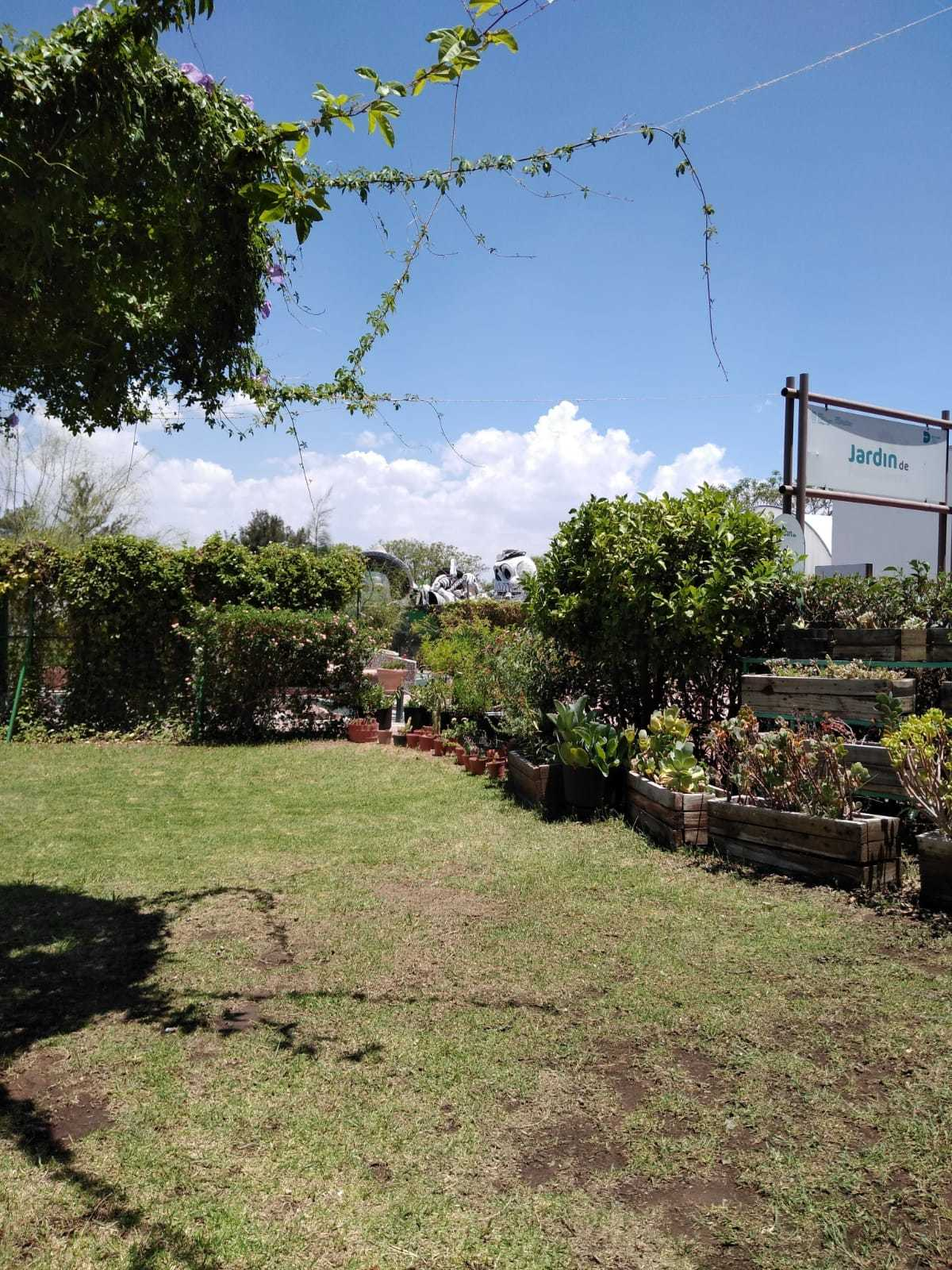
Jardines

## Características
El edificio está construido con una forma espiral, asimismo posee un gran domo en uno de sus extremos. Al interior del museo se encuentran cuatro salas de exposición permanente y una sala dedicada a exposiciones temporales. Además, cuenta con un auditorio con aforo de 70 personas, un salón de usos múltiples y un foro al aire libre.
El museo se destaca por ser el primer planetario y observatorio del Estado de Aguascalientes, además de exponer aviones antiguos donados por la Fuerza Aérea Mexicana. Fue parcialmente renovado en 2015 y ha funcionado como un recinto de diversos eventos enfocados a la divulgación de la ciencia y la tecnología

Vistas del Museo Descubre
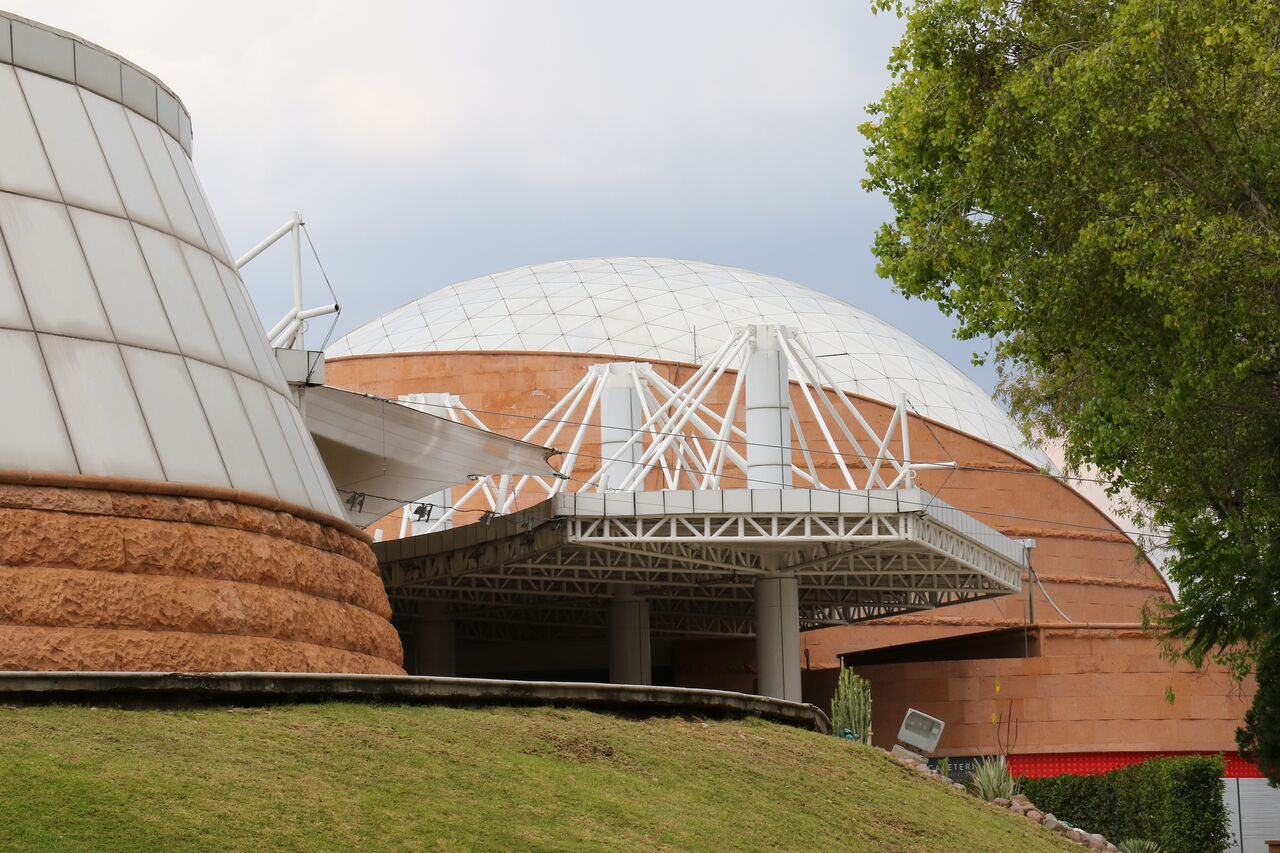
Entrada al museo
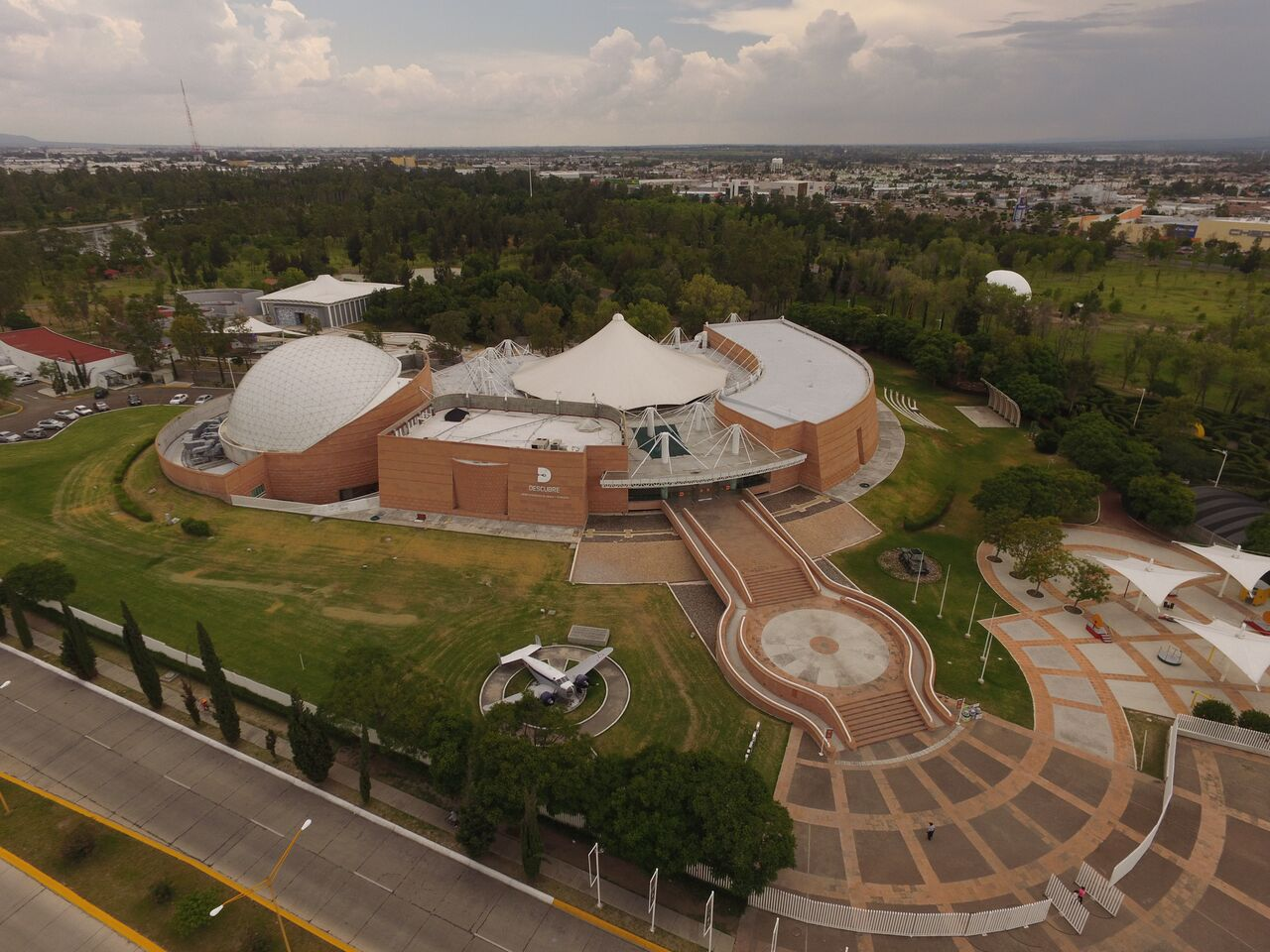
Vista aérea
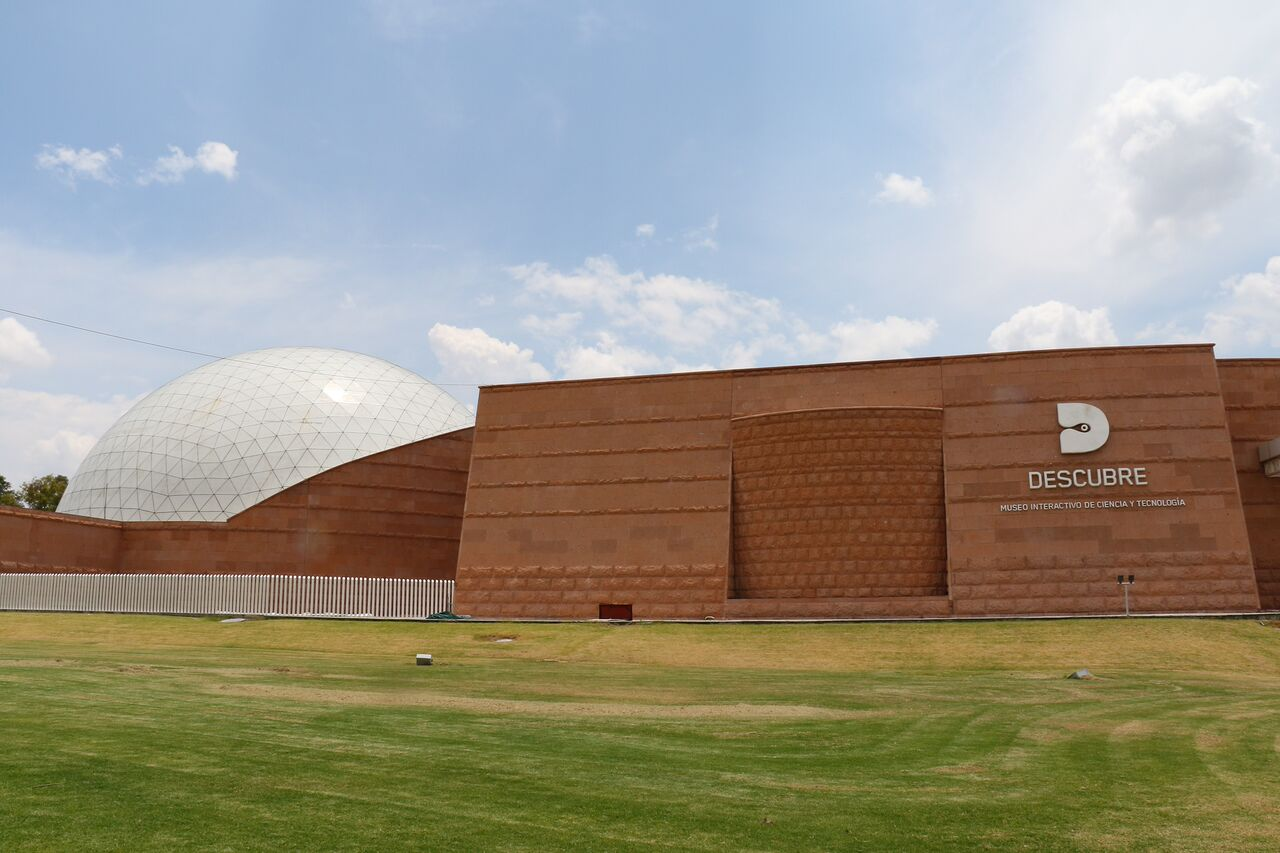
Vista del museo
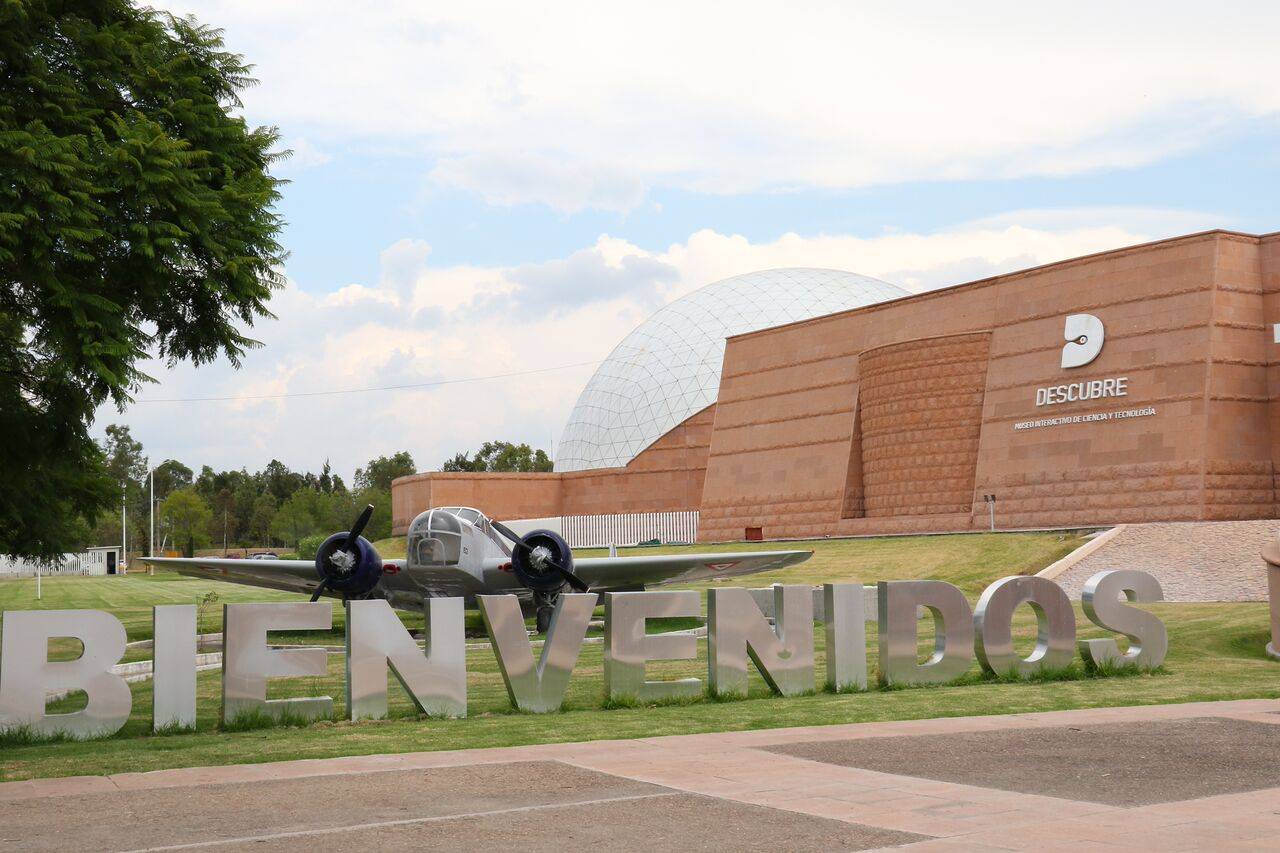
Entrada peatonal y de automóviles